# Ghiacciaio Balakirev
Il ghiacciaio Balakirev è un ghiacciaio situato sulla costa centro-occidentale dell'isola Alessandro I, al largo della costa della Terra di Palmer, in Antartide. In particolare, il ghiacciaio, il cui punto più alto si trova ad oltre 990 m s.l.m., è situato sul versante sud-orientale delle montagne di Walton, da dove fluisce verso nord-est, scorrendo a est del nunatak Sevier, fino a entrare nell'insenatura di Schubert.

## Storia
Il ghiacciaio Balakirev fu così chiamato, nel 1987, dall'Accademia sovietica delle scienze in onore del compositore russo Milij Alekseevič Balakirev (1836-1910).